# Grauer Königstyrann
Der Graue Königstyrann (Tyrannus dominicensis) ist eine Vogelart aus der Familie der Tyrannen. Er ist weit verbreitet in der karibischen Region, wo er vor allem Küsten- und Feuchtgebiete bewohnt. Die Art wurde erstmals im Jahr 1788 durch den deutschen Naturwissenschaftler Johann Friedrich Gmelin beschrieben.

## Beschreibung und Verhalten
Beim Grauen Königstyrann handelt es sich um einen großen Vertreter der Tyrannen, der ausgewachsen bei einer durchschnittlichen Größe von 23 cm ein Gewicht von 43 g erreichen kann. Die Flügelspannweite liegt zwischen 37 und 41 cm. Das Gefieder zeigt am Rücken und an der Oberseite des Kopfes eine namensgebende graue Färbung, die Kehle und der Unterbauch sind weiß gefärbt. Schwanz- sowie Schwungfedern sind überwiegend schwarz, an den Spitzen findet sich eine weiße Bänderung. Der kräftige Schnabel zeigt ebenfalls eine schwarze Färbung, die sich als Maske bis um die braunen bis dunkelbraunen Augen der Vögel fortsetzt.
Die Art hält sich bevorzugt in der Nähe von Gewässern auf, an deren Ufern die Vögel auch häufig ihre Nester errichten. Graue Königstyrannen gelten als ausgesprochen aggressiv bei der Verteidigung ihres Territoriums, auch vor Angriffen auf deutlich größere Feinde wie Rotschulterbussarde oder Truthahngeier wird hierbei nicht zurückgeschreckt. Hauptbestandteil der Nahrung des Grauen Königstyranns sind Insekten wie Wespen, Bienen und Käfer bis hin zur Größe einer Libelle. Des Weiteren werden je nach Verfügbarkeit auch Beeren und Früchte angenommen, die bis zu einem Fünftel der Ernährung ausmachen können. In einigen Regionen werden auch kleine Echsen sowie Kolibris bejagt. Die Jagd startet von einer exponierten Sitzwarte, die Beute wird in der Regel im Flug geschlagen, das Greifen von Insekten von Blättern im Schwebeflug findet seltener statt. Auf Barbados beobachteten Forscher des Weiteren Graue Königstyrannen, die als Opportunisten die Beute anderer Vogelarten – insbesondere der Küstentaube und des Trauergrackels – teils direkt aus deren Schnäbeln stahlen. Der Graue Königstyrann gilt als äußerst lautstarker Vogel, sein Ruf wird als schrilles pe-cheer-y mit der Betonung auf der zweiten Silbe beschrieben.

## Fortpflanzung
Während der Balz starten beide Vögel gemeinsam von einem Zweig aus senkrecht in die Luft und umkreisen einander unter lautem Zwitschern. Das Nest des Grauen Königstyranns ist eine tassenförmige Konstruktion aus Zweigen, Gräsern und Wurzeln, die mit weichem Gras ausgekleidet wird. Die Materialien werden häufig nur so lose verwoben, dass die Eier von unten sichtbar sind. Je nach verfügbarem Nistplatz kann sich das Nest zwischen 1,20 m und 12 m über dem Erdboden befinden. In Küstengebieten werden häufig Mangroven als Standort ausgewählt, während weiter im Inland eher höhere Bäume wie Pinien und Eichen bevorzugt werden. In Städten werden hierzu auch Strommasten genutzt. Der einmal ausgewählte Nistplatz wird teilweise mehrere Jahre in Folge besucht, es wird jedoch jeweils eine neue Nestkonstruktion angelegt und alte Nester, sofern noch vorhanden, nicht wieder verwendet. Nach der Fertigstellung des Nestbaus legt das Weibchen typischerweise drei, seltener auch vier oder fünf hellrosafarbene Eier, die mit braunen, grauen und lavendelfarbenen Flecken gesprenkelt sind. Die Eiablage erfolgt in der Regel zwischen April und Juli und erreicht ihren Höhepunkt im Mai. Die Details der Brutpflege sind bislang wenig erforscht, bekannt ist jedoch, dass beide Eltern die Brut aggressiv verteidigen, auch Angriffe auf Menschen, die dem Nest zu nahe kamen sind dokumentiert, obwohl die Art ansonsten als wenig anfällig für Störungen durch den Menschen gilt. Des Weiteren versorgen beide Altvögel die Jungen nach dem Schlüpfen mit Nahrung.

## Verbreitung und Gefährdung

Verbreitungsgebiet des Grauen Königstyranns
ganzjährig
Brutgebiete
nicht brütend
Migration

Der Graue Königstyrann bewohnt sämtliche Inseln der Karibik sowie den nördlichen Teil Südamerikas, einige Küstenregionen in Mittelamerika sowie den äußersten Südosten der Vereinigten Staaten. In großen Teilen ihres Verbreitungsgebiets gilt die Art als Zugvogel, lediglich ein Teil der südamerikanischen Population, sowie jene auf Hispaniola, Puerto Rico und den Kleinen Antillen können ganzjährig angetroffen werden.
Die IUCN stuft den Grauen Königstyrann auf Grund des großen Verbreitungsgebiets und der als stabil angesehenen Populationsentwicklung derzeit als nicht gefährdet (Status least concern) ein.

## Innere Systematik

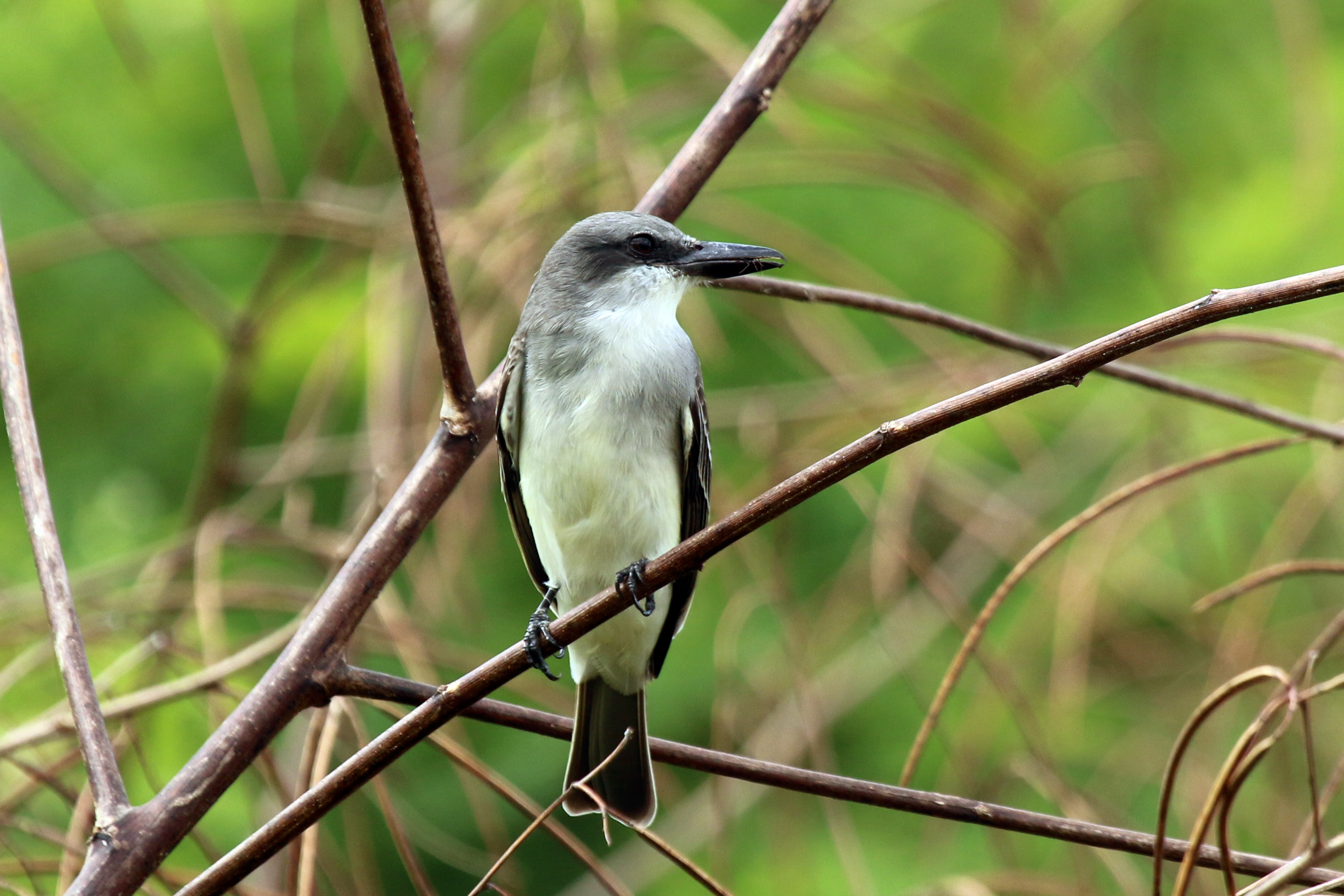
Grauer Königstyrann der Unterart T. d. vorax auf Tobago

Johann Friedrich Gmelin beschrieb die Art erstmals 1788 in seiner erweiterten Ausgabe von Carl von Linnés Werk Systema Naturæ als Lanius dominicensis und stellte sie damit zu den Würgern.
Derzeit wird neben der Nominatform T. d. dominicensis noch die Unterart T. d. vorax (Vieillot, 1819) als gültig betrachtet. Sie kommt auf den südlichen Kleinen Antillen vor, wo die Nominatform entsprechend fehlt.

## Trivia
Wegen seines aggressiven Territorialverhaltens und der Tatsache, dass er auch vor Auseinandersetzungen mit weit größeren Gegnern nicht zurückschreckt, wurde der Graue Königstyrann zu einem inoffiziellen Nationalsymbol des amerikanischen Territoriums Puerto Rico. Insbesondere die Puerto-ricanische Unabhängigkeitsbewegung nutzt das Verhalten des Vogels gern als Metapher für ihre eigenen Bestrebungen nach Selbstbestimmung.